# Strategický management
Strategický management je pojem z oblasti managementu, který zahrnuje formulování a provádění hlavních cílů a záměrů organizace. Provádí ho majitelé, jednatelé nebo špičkoví manažeři jménem majitele či jednatele, a sice na základě posouzení zdrojů a vnitřního i vnějšího prostředí, v němž organizace funguje.
Strategické řízení určuje celkový směr činnosti organizace a zahrnuje specifikaci cílů, vypracování politik a plánů k dosažení těchto cílů, a poté přidělení zdrojů na realizaci plánů. Akademici a praktičtí manažeři vyvinuli četné modely a systémy, které pomáhají při strategickém rozhodování v kontextu složitých prostředí a konkurenční dynamiky. Strategické řízení není svou povahou statické; modely často zahrnují smyčku zpětné vazby pro sledování výkonu, jež motivuje další kolo plánování.
Michael Porter identifikoval tři základní principy organizační strategie: 
- vytvořit „jedinečnou a hodnotnou pozici na trhu“
- uzavřít kompromisy volbou „co nedělat“
- sladit různé aktivity společnosti, aby podporovaly zvolenou strategii

Firemní strategie zahrnuje zodpovězení klíčové otázky z pohledu portfolia: „V jakém oboru podnikání bychom měli působit?“ Obchodní strategie zahrnuje zodpovězení otázky: „Jak bychom měli v tomto oboru soutěžit?“
Teorie a praxe řízení často rozlišuje mezi strategickým řízením a operačním (taktickým, provozním) řízením, přičemž provozní řízení se primárně týká zlepšování efektivity a kontroly nákladů v rámci hranic stanovených strategií organizace.   